# Eugene McManus
Eugene McManus (Whiteabbey, 28 giugno 1972) è un pilota motociclistico britannico.

## Carriera
Nel 1993 ha partecipato al campionato Europeo Velocità della classe 250 a bordo di una Aprilia piazzandosi al 24º posto finale. L'anno successivo partecipa nuovamente al campionato europeo, senza cambiare classe ma passando alla guida di una Yamaha e arrivando al 25º posto. Nello stesso anno gli è stata data la possibilità di esordire nel motomondiale grazie a una wild card per partecipare al Gran Premio motociclistico di Gran Bretagna dove arriva 20º al traguardo.
Nel motomondiale 1995 prende il via a 13 gran premi, questa volta in classe 500 e in sella a una Harris Yamaha; durante la stagione ottiene due piazzamenti a punti e si piazza al 30º posto in classifica. È presente nuovamente nelle classifiche anche l'anno successivo su una Yamaha YZR 500 del team Millar Racing, con cui arriva al 24º posto in classifica generale.

## Risultati nel motomondiale
| 1994 | Classe | Moto   |  |  |  |  |  |  |  |  |  |    |  |  |  |  |  | Punti | Pos. |
| ---- | ------ | ------ |  |  |  |  |  |  |  |  |  | -- |  |  |  |  |  | ----- | ---- |
| 1994 | 250    | Yamaha |  |  |  |  |  |  |  |  |  | 20 |  |  |  |  |  | 0     |      |

| 1995 | Classe | Moto          |    |    |    |    |    |     |    |     |    |    |    |    |    |  |  | Punti | Pos. |
| ---- | ------ | ------------- | -- | -- | -- | -- | -- | --- | -- | --- | -- | -- | -- | -- | -- |  |  | ----- | ---- |
| 1995 | 500    | Harris Yamaha | 21 | NC | 21 | 14 | 21 | Rit | 16 | Rit | 14 | 19 | 18 | 18 | 18 |  |  | 4     | 30º  |

| 1996 | Classe | Moto   |     |     |    |    |    |    |     |    |    |    |    |    |     |     |     | Punti | Pos. |
| ---- | ------ | ------ | --- | --- | -- | -- | -- | -- | --- | -- | -- | -- | -- | -- | --- | --- | --- | ----- | ---- |
| 1996 | 500    | Yamaha | Rit | Rit | 16 | 16 | 18 | 12 | Rit | 15 | 17 | 19 | 18 | 15 | Rit | Rit | Rit | 6     | 24º  |

| Legenda | 1º posto        | 2º posto            | 3º posto            | A punti      | Senza punti        | Grassetto – Pole position Corsivo – Giro più veloce |
| Legenda | Gara non valida | Non qual./Non part. | Ritirato/Non class. | Squalificato | '-' Dato non disp. | Grassetto – Pole position Corsivo – Giro più veloce |